# Хот Екшън Коп
Хот Екшън Коп е американска фънк рок/рап метъл група. Групата реализира своя дебютен албум през март 2003 в компанията Лава/Атлантик Рекърдс. Роб Уертнър (вокалист/китарист/текстописец) формира групата през '90-те с басиста Луис Еспайлат, барабаниста Кори Нип и китариста Тим Флаерти. По-късно преди турнето им през 2003 в състава се присъединява кийбордиста Даниел Фийсе. С много музикалния влияния (включващи Блъдхаунд Ганг, Еминем, Ред Хот Чили Пепърс и Лимп Бизкит) групата пробива с фънки ритми и сексуални текстове. През 2007 групата издава новия си албум.
Песента им 'Fever for the Flava' е саундтрак на няколко филма, преработена версия на песента (за коли, а не за секс) влиза в играта Need for Speed: Hot Pursuit 2.

## Състав
- Роб Уертнър – вокали и китара
- Тим Флаерти – китара
- Луис Еспайлат – бас
- Милс Макферсън – барабани

## Дискография
- Nutbag EP (2003)
- Hot Action Cop (2003)
- 2009 EP (2009)
- Listen Up! (2014)

## Сингли
- „Don't Want Her to Stay“
- „Fever for the Flava“

## Саундтракове & появи във филми
- The Hot Chick („Song “Fever for the Flava")
- The Real Cancun (Song „Fever for the Flava“)
- American Wedding (Song „Fever For the Flava“)
- Alarm fur cobra 11 (TV Series) (Song „Fever For the Flava“)
- Grind (Songs „Goin' Down On It“, „Fever For the Flava“)
- S.W.A.T. (Song „Samuel L. Jackson“)
- Need for Speed: Hot Pursuit 2 (Songs „Goin' Down On It“, „Fever For The Flava“)
- Project Gotham Racing 2 (Song „Don't Want Her to Stay“)